# مطبخ بيروي

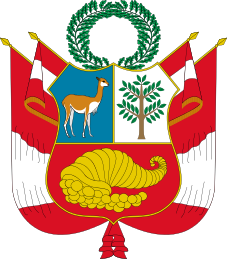
بيرو

يستند المطبخ البيروفي على نظيره الإسباني بسبب الفترة الاستعمارية مع أطباق مختلفة من الأطباق التقليدية للهنود الأمريكيين.

## المقدمة
توجد في ليما أيضاً تأثيرات طفيفة للمطبخ الأفريقي والصيني والياباني بسبب المهاجرين (الذين يشكلون أقل من ثلاثة في المئة من السكان ويعيش معظمهم في ليما).
تم تكييف هذه الأطباق مع موجودات الأسواق المحلية حيث تغيب العديد من المكونات عن الأسواق أو تكون باهظة الأسعار.
على سبيل المثال بالرغم من وجود العديد من المطاعم الصينية في جميع أنحاء ليما فإن أيا منها لا يقدم الأطباق الصينية التقليدية. بدلاً من ذلك برز المطبخ المعروف باسم «شيفا» وهو ناجم عن دمج المطبخين.
من الأطباق الشائعة أنتيكوشوس وسيفيشي وهوميتاس وباشامانكا. نظراً لتنوع المناخ في بيرو توجد طائفة متنوعة من النباتات والحيوانات المتاحة للطهي.

## الطبخ في بيرو
فن الطبخ في بيرو أصبح في السنوات الأخيرة واحدا من أكثر أنواع الطبخ تنوعا في العالم وقد عرف طفرة منذ 15 عاما. تتميز البيرو بشكل عام بأفضل وأشهى مطبخ على الإطلاق في أمريكا الجنوبية، ولكل منطقة ومدينة طبقها التقليدي الخاص. 39% من سكان بيرو يعتبرون فن الطهو مصدر فخر وطني هام.

### ليما
تعتبر عاصمة الطبخ و الذوق الرفيع. وتتميز بأطباقها الفريدة وخاصة البحرية منها، وأشهر تلك الأطباق السيبيشي أو السيفيشي سيبيتشي (طبق محضر من السمك النيئ المنقوع بالحامض والفلفل الحار)
ومن أطباقها المميزة أيضًا Choritos a la Chalaca والكاوسا المحشية Causa Rellena وهو طبق من البطاطا المهروسة المحشية بالمأكولات البحرية أو الدجاج،
علمًا أن في البيرو حوالي 3000 نوعًا من البطاطا ويعود أصل هذه الخضار إلى هذا البلد، ونقله المستعمرون إلى أوروبا ومنها إلى العالم. تعج كذلك عاصمة بيرو بمطاعم ومطابخ من جميع أنحاء العالم، ومنها الآسيوية والأوروبية. كل يوم مطاعم جديدة تفتح أبوابها في هذه المدينة.